# (4728) Lyapidevskij
(4728) Lyapidevskij est un astéroïde de la ceinture principale.

## Description
(4728) Lyapidevskij est un astéroïde de la ceinture principale. Il fut découvert le 11 novembre 1979 à Naoutchnyï par Nikolaï Tchernykh. Il présente une orbite caractérisée par un demi-grand axe de 2,31 UA, une excentricité de 0,11 et une inclinaison de 6,0° par rapport à l'écliptique.

## Compléments